# Ártánd
Ártánd é um município da Hungria, situado no condado de Hajdú-Bihar. Tem 19,82 km² de área e sua população em 2015 foi estimada em 514 habitantes.